# Copyrights and Copywrongs
Copyrights and Copywrongs: The Rise of Intellectual Property and How It Threatens Creativity (dt.: Urheberrechte und Urheberfalschheiten. Der Aufstieg des geistigen Eigentums, und wie es die Kreativität bedroht) ist ein 2001 erschienenes Buch des amerikanischen Medienwissenschaftlers Siva Vaidhyanathan. Vaidhyanathan beschäftigte sich in dem Werk mit der Entwicklung des amerikanischen Urheberrechtssystems.

## Entstehung
Das Buch entstand während Vaidhyanathan an der University of Texas promovierte. Es erschien bei New York University Press, eine Taschenbuchausgabe zwei Jahre später.

## Inhalt
Das Buch beschäftigt sich damit insbesondere mit der Entwicklung seit dem späten 19. Jahrhundert, und der Ausdehnung des amerikanischen Copyrights von den ursprünglich geschützten Büchern auf andere Medien wie Musik oder Filme. Das Buch erschien, kurz nachdem die Napster-Debatte erstmals eine gesellschaftliche Diskussion über Urheberrechtsfragen angestoßen hatte. Zusammen mit Lawrence Lessigs etwa zeitgleichem The Future of Ideas war es eines der Bücher, die vergleichsweise zugänglich und meinungsfreudig waren, und so öffentliche Diskussion mit Stimmen aus der Wissenschaft zusammenbrachte. Dabei ist Vaidhyanathan von Lessigs früheren Werken beeinflusst. Wie Lessig auch ist er kein gelernter Urheberrechtler und stellt so Fragen, die außerhalb der akademischen Debatte vor der Jahrtausendwende lagen.
Er argumentiert, dass die nachträglich eingeführte Rückbindung des "geistigen Eigentums" an den Eigentumsbegriff zahlreiche Probleme mit sich bringt. Dafür unterscheidet er zwischen "Eigentumssprache", die vor allem den Interessen der Rechteinhaber dienen und "Policy-Sprache", die vor allem den Interessen der Öffentlichkeit dient. Er geht allerdings nicht näher auf die lange akademische Diskussion ein, wie sich Recht und öffentliche Debatte gegenseitig beeinflussen sollten.
Vor dem Hintergrund einer amerikanischen Kulturgeschichte seit 1900 schildert er ausführlich die negativen Folgen, die das Urheberrecht für die Entwicklung der Kultur hatte. Als Gegenbeispiele nennet er Blues, Jazz oder Hip-Hop, die in ihren prägenden und kreativsten Phasen kaum Berührung mit dem amerikanischen Copyrightsystem aufweisen. Die Schaffensweise der dort tätigen Künstler widersprach gar in vielem dem, was sie unter Bedingungen des Urheberrechts gedurft hätten. Er beschreibt die abschreckenden Auswirkungen, die auch "vermutetes Recht" auf potenzielle Nutzer hat, und fürchtet eine Einschränkung der Nutzung von Musik, Film, Software und ähnlichen Medien in Lehre, Kunst oder dem privaten Gebrauch.
Die Forderungen, die Vaidhyanathan in seinem Buch aufstellt, lassen sich in zwei Komplexen zusammenfassen. Zum einen muss die Urheberrechtsdebatte aus den Begrenzungen der Rechtswissenschaft in eine breitere Debatte über öffentliche Interessen überführt werden. Zum anderen plädiert er dafür den Schutzbereich des Copyrights wieder soweit einzuschränken, wie er bei der Einführung dieser Rechte war. Vaidhyanathan plädiert für eine Ausweitung des Fair-Use-Konzeptes.